# Arcidiecéze wellingtonská
Arcidiecéze wellingtonská (latinsky Archidioecesis Vellingtonensis) je římskokatolická arcidiecéze na území Nového Zélandu se sídlem v městě Wellington a s katedrálou Nejsv. Srdce Páně. Ve Wellingtonu je také sídlo Vojenského ordinariátu Nového Zélandu, arcibiskup wellingtonský je často i vojenským ordinářem. Arcidiecéze je centrem wellingtonské církevní provincie, jsou k ní sufragánní diecéze: 
- Diecéze Auckland
- Diecéze Christchurch
- Diecéze Dunedin
- Diecéze Hamilton na Novém Zélandu
- Diecéze Severní Palmerston.

## Historie
V roce 1836 vznikl apoštolský vikariát západní Oceánie, roku 1848 z něj byly vyčleněny diecéze wellingtonská a diecéze aucklandská, původně bezprostředně podřízené Sv. Stolci. V roce 1887 byla povýšena na arcidiecézi a vznikla wellingtonská církevní provincie. 